# Laurentius Ruiz
De Heilige Laurentius Ruiz (Manilla, 28 november 1594 — Nagasaki, 29 september 1637) was een Filipijns martelaar en heilige. De familienaam Ruiz is ontleend aan de peetoom van Laurentius. Zijn vader was een Chinees, zijn moeder een Filipijnse. Ruiz was actief als leek in het broederschap van de Heilige Rozenkrans.
Laurentius Ruiz is de eerste Filipijnse martelaar en heilige. Met Dominicus Ibanez de Erquicia, Lazarus van Kyoto, Antonio Gonzales, Guillaume Courtet, Jacobus Kyushei Tomonaga en twaalf anderen werd Laurentius Ruiz in Japan slachtoffer van de daar in 1633 begonnen christenvervolging.
Rond 1636 bleek Ruiz verdacht te worden van betrokkenheid in een moordzaak in Manilla. Om hieraan te ontsnappen ging hij in de loop van 1637 aan boord van een schip met dominicanen, dat onderweg was naar Japan. In Japan werd sinds 1602 door dominicanen gemissioneerd, waarbij de Filipijnen als uitvalsbasis dienstdeden. Nagasaki was een centrum van christelijke aanwezigheid in Japan.
In 1633 werd een Japans decreet uitgevaardigd waarin missionering door buitenlanders met de dood werd bestraft. Na de aankomst van de groep dominicanen en leken waarvan Ruiz deel uitmaakte in Japan in de tweede helft van 1637, duurde het slechts enkele dagen voordat hun activiteiten door de autoriteiten ontdekt werden. Laurentius Ruiz was van de opgepakte katholieken als enige geboren op de Filipijnen. Hij nam aan de missie deel als leek.
In de loop van september 1637 begon de marteling van Ruiz, waarna hij (waarschijnlijk) 29 of 30 september aan zijn verwondingen bezweek. Zijn lichaam werd verbrand. Paus Johannes Paulus II sprak Laurentius Ruiz zalig tijdens zijn bezoek aan de Filipijnen in 1981. De heiligverklaring van Laurentius Ruiz vond plaats op 18 oktober 1987. Zijn gedachtenis wordt gevierd op 28 september.